# タリサ・クミ
「タリサ・クミ」は（原題:Talitha Cumi）は『X-ファイル』のシーズン3第24話で、1996年5月17日にFOXが初めて放送した。なお、本エピソードは「ミソロジー」に属するエピソードであり、シーズン4第1話「支配者」へと続くエピソードである。
タイトルの「タリサ・クミ」は新約聖書のマルコによる福音書第5章第41節の「タリタ・クム」に由来する。これはイエスが死の床にあったヤイロの娘にアラム語で発した言葉であり、「少女よ、わたしはあなたに言う。起きなさい。」という意味のことばである。ジェレマイア・スミスの持つ癒しの力を暗示したタイトルである。
1999年3月21日、本エピソードと続く「支配者」がテレビ朝日の「日曜洋画劇場」にて「MASTER PLAN」というタイトルで放送された。

## スタッフ
- 監督:R・W・グッドウィン
- 脚本:クリス・カーター
- 原案:クリス・カーター、デヴィッド・ドゥカヴニー

## キャスト

### レギュラー
- デイヴィッド・ドゥカヴニー - フォックス・モルダー特別捜査官
- ジリアン・アンダーソン - ダナ・スカリー特別捜査官
- ミッチ・ピレッジ - ウォルター・スキナーFBI副長官

### ゲスト
- ウィリアム・B・デイヴィス - シガレット・スモーキング・マン
- スティーヴン・ウィリアムズ - ミスターX
- ブライアン・トンプソン - バウンティハンター
- ピーター・ドゥナット - ウィリアム・モルダー
- レベッカ・トゥーラン - ティナ・モルダー
- ジェリー・ハーディン - ディープ・スロート
- ロイ・シネス - ジェレマイア・スミス
- スティーヴン・ディモポウロス - 刑事
- ジョン・マクラレン - ラバージ博士
- ロスガー・マシューズ - ガレン・ムンツ

## ストーリー
バージニア州アーリントンのにあるカフェテリア「ザ・ブラザーズK」。一人の強盗が拳銃で客3人を撃ち、自身も駆けつけて着た警官に撃たれた。ここまでなら普通の強盗事件であったが、不思議な出来事が起きた。店内にいた老紳士が撃たれた4人に触れると傷が完全に癒えたのである。その老紳士は警官が目を離した隙に姿をくらましてしまった。
モルダーとスカリーはこの不思議な事件を調査するべく現地へとやって来た。2人の調査によって、老紳士の名前がジェレマイア・スミスであると判明する。その頃、シガレット・スモーキング・マンはモルダーの母親、ティーナの元を訪れていた。冷静に話し合おうとしたスモーキング・マンではあったが、ティーナと口論になってしまう。その様子を何者かが撮影していた。捜査中のモルダーはスキナーから母親が脳卒中で倒れたとの一報を受け取る。病院に急行したモルダーはティーナから「PALM（手のひら）」と書かれたメモを受け取る。それを見たモルダーは、母親が倒れたことにジェレマイア・スミスが関係しているのではないかと考える。
スミスが消えた瞬間の映像を見ていたモルダーは、スミスがいた場所に別の人物が立っていることに気が付く。その頃、スモーキングマンは社会保障局で働いていたスミスの身柄を拘束し、刑務所に連行した。モルダーが母親の別荘に行くとそこにはミスターXがいた。Xはモルダーにティーナとスモーキング・マンが口論しているときの写真を渡した。モルダーが別荘の中を隈なく調べていると、「PALM」は「LAMP」の書き間違いではないかと閃いた。ランプを調べると、エイリアンが使用していた錐のような武器が見つかった。
FBI本部にジェレマイア・スミスを名乗る男が出頭してきた。スミスはスカリーとスキナーに「強盗が銃を知出して以降の記憶がないのです。」と語った。その頃、本物のスミスはスモーキング・マンの尋問を受けていた。スミスはシンジケートの計画に協力する情熱を失ったのだという。スミスはスモーキング・マンを動揺させるためにディープ・スロートやビル・モルダーに変身して受け答えをした。スミスはスモーキング・マンに「君は末期の肺がんだぞ。」と告げた。
ティーナが倒れたことにスモーキング・マンが関与していることを知ったモルダーは激怒した。スミスの供述内容を聞いたモルダーは社会保障局へ向かい、再度聞き取りを試みるがスミスに逃げられてしまう。その頃、スミスに扮していたバウンティハンターは本物を殺すために刑務所にいた。スミスの独房は空っぽだった。ティーナを見舞ったモルダーはスモーキング・マンと鉢合わせする。モルダーはスモーキング・マンに銃を突きつけるが、スモーキング・マンは「君の妹、サマンサの行方について話していただけだ。」と言うばかりであった。病院の駐車場でモルダーはXからエイリアンの武器を渡すように求められた。モルダーが譲渡を拒絶すると、Xはモルダーに殴り掛かった。
スカリーはSSAの職員としてジェレマイア・スミスが多数在籍していることに気が付く。そんなスカリーの下に本物のスミスがやって来た。廃工場でモルダー、スカリー、スミスの3人が顔を合わせた。モルダーはスミスを母親の下へ連れて行こうとしたが、その矢先、バウンティハンターが廃工場へとやって来た。

## 製作
ドゥカヴニーの発案で、本エピソードはドストエフスキーの小説『カラマーゾフの兄弟』の作中作『大審問官』を参照している。このことはスモーキング・マンによるジェレマイア・スミスの尋問シーンに顕著に表れている。スミスが4人の傷を癒すシーン、強盗現場のカフェテリア「ザ・ブラザーズK」からもその影響は見て取れる。ドゥカヴニーはシーズン2の「入植 Part.1」「入植 Part.2」でもこのアイデアを提案したという。
カーターは脚本執筆中から本エピソードのメインテーマを忠義にしようと決めていた。母親のティーナ、相棒のスカリー、妹のサマンサを犠牲にしてでもXファイルの捜査を続ける意思があるのかとモルダーに問うようなエピソードだからである。また、スモーキング・マンも自身が患う末期がんをスミスの力で治療してもらうか否かの選択を迫られた。結局、モルダーは他者を犠牲にすることは選ばず、スモーキング・マンはシンジケートの計画より自分の利害を優先させた。

### キャスティング
冒頭に出て来る強盗役を決めるオーディションでは、参加者の一人が偽物の拳銃を持ち込んで演技を行った。ロスガー・マシューズは課題のセリフを様々な調子で読み上げた。それはきわめて素晴らしいものだった。カーターはマシューズに「強盗は人生観を一変させるような出来事に遭遇した。それにも拘らず、狂気を保っているんだ。」と役の解釈についてアドバイスした。
ロイ・シネスをジェレマイア・スミス役に推薦したのはデヴィッド・ドゥカヴニーである。ドゥカヴニーはシネスと飛行機の中で会話したときの印象から彼を推薦したのである。カーターは『インベーダー』でのシネスの演技を見て以来、シネスのファンであった。製作の初期の段階から、脚本家チームはスミスがシガレット・スモーキング・マンによって殺害された人物（ディープ・スロート、ビル・モルダー、メリッサ・スカリー）に変身するシーンを盛り込もうと決めていた。ところが、メリッサを演じたメリンダ・マックグロウのスケジュールの都合がつかなかったため、メリッサのシーンは削除された。また、ディープ・スロートを演じたジェリー・ハーディンもスケジュールの都合ですべての撮影に参加できなかったため、容姿の似た人物が代役として一部シーンに起用された。フランク・スポットニッツはこのシーンの撮影を回想して、「それまでの撮影の中でも、これほどの大物を起用した撮影はなかったね。」と語っている。
なお、ジリアン・アンダーソンの代役を務めるボニー・ヘイが本エピソードに看護婦役で出演している。

### 撮影
モルダーとXの格闘シーンはFOXによって大きく編集された。アクションシーンの大半がスタントマンによって演じられたにも拘わらず、スティーヴン・ウィリアムズが撮影中に負傷した。冒頭のカフェテリアのシーンは2台のハンドカメラによって撮影された。監督のグッドウィンは様々な角度から撮られた短めのシーンをスピーディーにつなぐという手法を採用した。これはジェレマイア・スミスの登場シーンと対照をなすもので、カオスな場面を創り出すためのものである。スミスの登場シーンはステディカムを使ってスミスを画面の中心に据え、彼が石のようにしっかりしていることを演出している。また、シネスの登場シーンではオーバークランク・フィルムが使用された。このフィルムは通常よりもフレームレートが高く、スローモーション撮影に適したフィルムである。グッドウィンはスミスの動きにスローモーションのエフェクトを加えることで、スミスが神のような存在に見えるようにしたのである。
スモーキング・マンによるジェレマイア・スミスの尋問シーンではモーフィングが使用されている。スミスがビル・モルダーに変身するシーンは定点カメラによって撮影されたため、シネスがセットを離れその場所にドゥナットが座ることができた。2人の入れ替わりはCGによってモーフィング処理がなされた。しかし、ハーディンが撮影に来ることができなかったため、ハーディンの出演シーンは別の場所で撮影されることになった。スミスからディープ・スロートに変身するシーンは非常に高度な処理が施されて完成した。

## 評価
1996年5月17日、FOXは本エピソードを初めてアメリカで放映し、1786万人の視聴者を獲得した。
『エンターテインメント・ウィークリー』は本エピソードにA-評価を下し、「視聴者を苛立たせるような、挑発的なクリフハンガーだ。」「ジェレマイア・スミスの尋問シーンは見事な出来栄えだった。」と評している。『A.V.クラブ』のザック・ハンドルンは本エピソードにA評価を下し、「「タリサ・クミ」はシリーズ共通のテーマを扱ってはいるが、テーマを反復して提示しているわけではない。」「ジェレマイア・スミスとシガレット・スモーキング・マンが対決するシーンは際立っていた。」と称賛している。